# Stångån

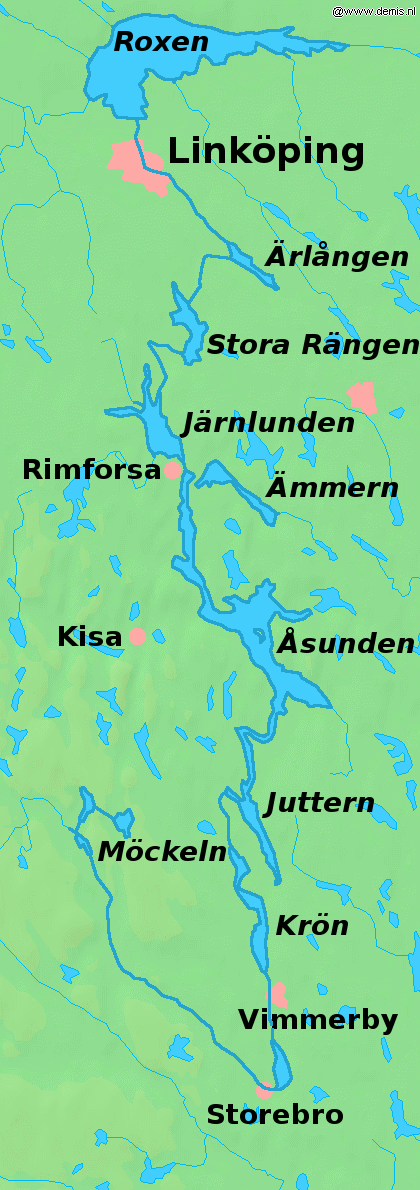
Mapa del recorregut del riu Stångån

Stångån és un riu de Suècia de 202 km (inclosos els afluents) de longitud amb una conca hidrogràfica de 2440 km². Atravessa les region de Småland i Östergötland.
El seu naixement és a Östergötland en el llac Möckeln (177 m sobre el nivell del mar). El seu recorregut va primer en direcció sud-est entrant a Småland però seguint després en direcció nord un cop passat Storebro. Aleshores passa prop de Vimmerby i atravessa els llacs de Krön (104 m) i Juttern (103 m) entrant de nou a Östergötland. Després de travessar els llacs d'Åsunden (86 m), Järnlunden (86 m) i Stora Rängen (85 m) i Ärlången (57 m), atravessa Linköping i desaigua a Roxen (34 m). D'Åsunden fins a Roxen hi ha el Kinda canal, que és navegable.
Hi ha una línia de tren que fa el mateix recorregut que el riu.